# 月鲁帖木儿 (安西王)
月鲁帖木儿（？—1332年），元朝宗室。蒙古族孛儿只斤氏，安西王阿难答之子。
元武宗即位，以安西王位下分地及江西吉州户钞赐给皇弟爱育黎拔力八达（元仁宗），有的大臣请以月鲁帖木儿袭封安西王，詹事丞王结上奏：“安西王以何罪诛？今复之，何以惩后？”于是月鲁帖木儿没有封爵。至治三年（1323年），元英宗遇弑，月鲁帖木儿参预铁失逆谋。泰定帝即位，命月鲁帖木儿袭封安西王。后来追论逆党，流放月鲁帖木儿到云南。元文宗至顺三年（1332年）四月，月鲁帖木儿与畏兀僧人你达八的剌版的、国师必剌忒纳朱里沙律爱护持等谋反，于是伏诛。 